# Ceraphron schwarzi
Ceraphron schwarzi är en stekelart som beskrevs av Muesebeck och Walkley 1951. Ceraphron schwarzi ingår i släktet Ceraphron och familjen pysslingsteklar. Inga underarter finns listade i Catalogue of Life.